# 二铋化钯
二铋化钯是一种金属间化合物，化学式为PdBi2，或写作Bi2Pd。它可以硝酸铋和硝酸钯为原料，在PVP存在下于EG中反应得到。它是一种拓扑绝缘体，存在α相和β相。它可以经电化学反应转化为Pd3Bi。它和溴化铋加热反应，可以得到Bi14PdBr16。它在自然界中以方铋钯矿和斜铋钯矿的形式存在。